# 北尾隆心
北尾 隆心（きたお りゅうしん、1957年-　）は、真言宗の僧侶・仏教学者、種智院大学教授。
京都生まれ。1981年種智院大学卒業。1987年大正大学大学院博士課程真言学専攻修了。種智院大学専任講師、助教授、教授、宗教部長。日本密教学会常任理事、佛教文化学会評議員、平安仏教学会理事、智山専修学院講師、智山講伝所専門員、智山教化センター専門員、川崎大師教学研究所専門研究員、仁和密教学院講師、小笹会相談役、京都・宗教系大学院連合評議員など。1990年智山勧学会学術奨励賞、95年第一回日本密教学会賞を受賞。2021年第五十九回密教学芸賞を受賞。

## 著書
- 『密教瞑想の研究 興教大師覚鑁の阿字観』東方出版 1996
- 『『道場観等観想図』解説』神中隆祐監修 東方出版 1999
- 『密教瞑想入門 阿字観の原典を読む』大法輪閣 2010
- 『菩提心論の解明』東方出版 2020

### 翻訳
- 『空海コレクション 2』宮坂宥勝監修 頼富本宏,真保龍敞共訳注 ちくま学芸文庫 2004
- 『覚眼記『秘鈔伝授記』 報恩院流相承』編 法藏館 2009

## 論文
- Cinii
- inbuds

## 注
1. ↑  『密教瞑想入門』著者紹介
2. ↑  “密教学芸賞受賞決定 - 六大新報社”. 2022年8月23日閲覧。